# HMS Adventure (1771)

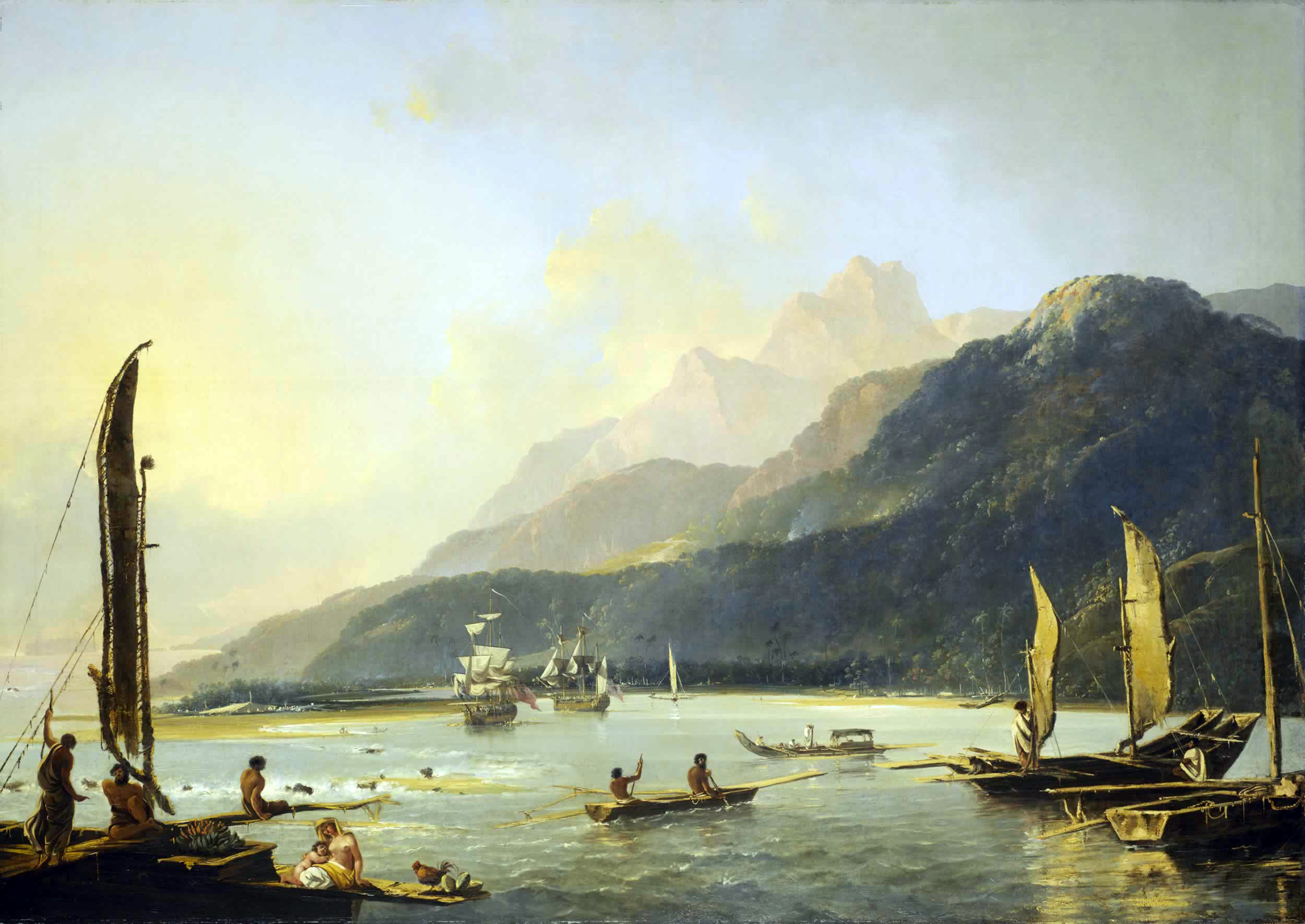
William Hodges: Resolution a Adventure v zálivu Matavai, Tahiti, 1776

HMS Adventure byl bark Royal Navy, který se účastnil druhé průzkumné plavby Jamese Cooka v letech 1772–1775. Adventure byla první lodí, která obeplula Zeměkouli od západu na východ.

## Původní účel a motivace
Bark Adventure byl původně uhelnou lodí, plavící se v Severním moři. Její původní jméno bylo Marquis of Rockingham. Byla spuštěna na vodu ve Whitby roku 1771. Měla délku 39,7 metrů, šířku 8,7 metrů a ponor 4 metry. Již roku 1771 jí koupilo Royal Navy a byla přejmenována na Rayleigh. Před rozhodnutím o zařazení do druhé Cookovi výpravy byla přejmenována podruhé, a to na Adventure.
Po ukončení první Cookovy plavby rozhodla britská Admiralita o provedení druhé průzkumné plavby, opět pod velením Jamese Cooka, s cílem nalézt předpokládaný jižní kontinent Terra Australis. Cook byl pověřen velením lodi Resolution, menší Adventure byla určena jako doprovodná. Velitelem Adventure byl jmenován komandér Tobias Furneaux, zkušený mořeplavec, který sloužil v posádce kapitána Samuela Wallise na lodi Dolphin, která v letech 1766–1768 obeplula svět.

## Druhá Cookova výprava
Resolution a Adventure vypluly z Plymouthu 13. července 1772 a 17. ledna 1773 jako první evropské lodi překročily jižní polární kruh.
8. února 1773 se obě lodi v mlze oddělily a Furneaux poté zamířil na Nový Zéland, kde bylo pro případ odloučení lodí dohodnuto místo setkání v průlivu královny Charlotty, který zmapoval James Cook během roku 1770 během své první plavby do Tichomoří. Během plavby k průlivu královny Charlotty Furneaux zmapoval jižní a východní pobřeží Van Diemenovy země (Tasmánie). Nepodařilo se mu však objevil průliv mezi Tasmánií a Austrálií, později nazvaný Bassův průliv.
Po setkání Adventure a Resolution v průlivu královny Charlotty obě lodi provedly průzkum v jižním Tichomoří. Dopluly ke Společenským ostrovům, kde Tabias Furneaux vzal na palubu domorodce Omaie, který pak na Adventure doplul až do Anglie.
Obě lodi pak navštívily Přátelské ostrovy (Tonga) a poté se vrátily na Nový Zéland. Zde se v důsledku bouře obě lodě opět nechtěně od sebe oddělily. Resolution po odplutí z průlivu královny Charlotty pokračovala v naplánované plavbě k jižnímu polárnímu kruhu. Tabias Furneaux ji měl v úmyslu následovat, avšak den před vyplutím Adventure byla skupina deseti námořníků zabita Maory. Furneaux se pak v důsledku této tragédie a celkově špatnému stavu lodi, posádky i zásob potravin rozhodl nenásledovat Cooka, a vrátil se cestou kolem mysu Horn do Anglie. Adventure doplula do Anglie 14. července 1774 a stala se tak první lodí, která obeplula svět východním směrem.
Roku 1780 byla Adventure přestavěna na zápalnou loď a roku 1783 byla odprodána zpět původním vlastníkům ve Whitby, jimž zas sloužila jako nákladní loď. Roku 1811 ztroskotala na Řece svatého Vavřince.